# Tekma ali kako je arhitekt Nikolaj preživel konec tedna
Roman slovenskega pesnika in pisatelja Kajetana Koviča Tekma ali kako je arhitekt Nikolaj preživel konec tedna (1970) pripoveduje o prizadevanju naslovne osebe, da se otrese vpliva svojega uspešnega učitelja. 

### Zgodba
Dogaja se v Ljubljani. Arhitekt Nikolaj iz časopisa izve, da je namesto njega na natečaju zmagal arhitekt Aleksander Brejc, ki je tako ali drugače vedno vpleten v Nikolajevo življenje.
Nikolaj si izmisli dober razlog za odhod iz službe, šef Fredi se strinja in ga sproti še očetovsko potolaži glede razpisa z besedami: „Izkušnje, četudi so bridke, so poučnejše kot še tako dobri nasveti.“
Doma se izogne pogovoru z mamo, s katero živi, raje se v svoji sobi pogovarja s plišastim medvedkom o Katarini, za katero ni čisto prepričan, ali jo je imel rad ali ne. Ko obišče kiparja Janeza Raka, mu vrata odpre mlada Lili, skupaj se odpravijo na razstavo, kjer poteka podelitev nagrad. Tam se z Volbenkom pogovarja o Nikolajevih arhitekturnih načrtih in o natečaju, na katerem je zmagal Brejc.
Nikolajevi znanci in prijatelji se zberejo pri Toniju, ki je prejel nagrado, in proslavljajo njegov uspeh. Pridruži se jim Maca, ki je že na razstavi pritegnila njegov pogled. Po večerji, plesu in igrah jo Nikolaj pospremi v hišo njenih prijateljev, za katero skrbi med njuno odsotnostjo. Tu se ljubita. Ko se zbudita, Nikolaj izve, da je poročena, da je možu samo kot okras ter da je njen mož − slavni arhitekt Brejc. To Nikolaja pretrese, saj Brejca ne mara.
Nikolaja obišče sestra z otrokoma. Na klopci ob Ljubljanici se ji izpove o Brejcu, kako ga ne mara, in ona mu pove, da je bil Brejc njen prvi moški. Nikolaj ob tem občuti gnus. Nikolaj odide v lokal, ko vanj vstopi − spet Brejc. Občutek ima, da se ga ne more znebiti. Naprej ga je kot lačnega študenta poznala njegova mati, bil je ljubček njegove sestre, mož njegove ljubice, tekmec na tekmovanju in njegov nekdanji profesor. 
V ponedeljek se Nikolaj na poti do službe odloči, da se ne bo več obremenjeval z Brejcem. Vendar mu tu šef sporoči, da ga išče Brejc in naj se zglasi pri njem. Brejc ga prijazno sprejme in mu ponudi službo, ki se bo odprla na oddelku za prostorsko planiranje, saj bo imel tam več možnosti za napredovanje in pozneje tudi do njegovega položaja. Nikolaju je ponudba odveč in situacija mučna. Na poti iz pisarne dojame, da se Brejca še vedno ni znebil. Na pošti kupi pismo in Brejcu napiše, da službe ne bo sprejel, ter odide na dopust.

## Prevod
- Verseny: Avagy Hogyan töltötte Nikolaj építészmérnök a hétvégét. V madžarščino prevedla Orsolya Gállos. 1975. (COBISS)

## Kritika in literarna zgodovina
"Tudi njegov drugi roman se vrti […] okrog značilnega temeljnega razpotja, pred katero je postavila Slovence nova doba: okrog nasprotja med metafizično humanistično etiko in med svetom, kakršen je. In odgovor na vprašanje, ki se ga delo loteva, je vsaj ob površnejšem načinu branja tradicionalen: če se junak romana noče popolnoma izgubiti, je naravnost prisiljen vztrajati pri stališču, da sveta, kakršen je, ne bo sprejel." (Marijan Kramberger)
"Po tematiki, slogu in dogajalnih (urbanih) prostorih je prvemu Kovičevemu romanu zelo podoben njegov drugi kratki roman Tekma, ali kako je arhitekt Nikolaj preživel konec tedna (1970), v katerem je v ospredju dogajalne scene spet sodobna urbana družba intelektualcev, ljubezenska zgodba pa tokrat stopi v ozadje. Problem življenjske praznine in skepse, ki jo kažejo dialogi med protagonisti, je še močneje prežet z ironijo." (Glušič 2002: 183)